# Arthothelium
Arthothelium es un género de hongos liquenizados en la familia Arthoniaceae. El género contiene más de 80 especies, muchas de ellas habitan en regiones tropicales.

## Galería

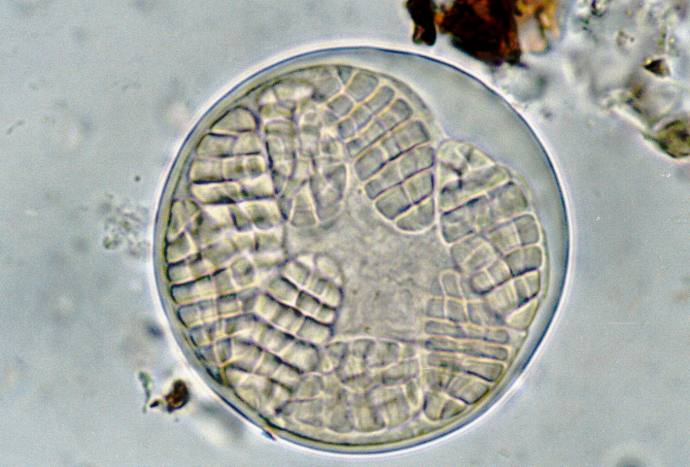
Asca de A. spectabile vista con microscopio compuesto (x1000), asca con forma de globo con ocho esporas muriformes hialinas.